# Taxeotis alloceros
Taxeotis alloceros är en fjärilsart som beskrevs av Turner 1929. Taxeotis alloceros ingår i släktet Taxeotis och familjen mätare. Inga underarter finns listade i Catalogue of Life.